# Dionysia freitagii
Dionysia freitagii är en viveväxtart som beskrevs av Per Wendelbo. Dionysia freitagii ingår i dionysosvivesläktet som ingår i familjen viveväxter. Inga underarter finns listade i Catalogue of Life.

## Bilder

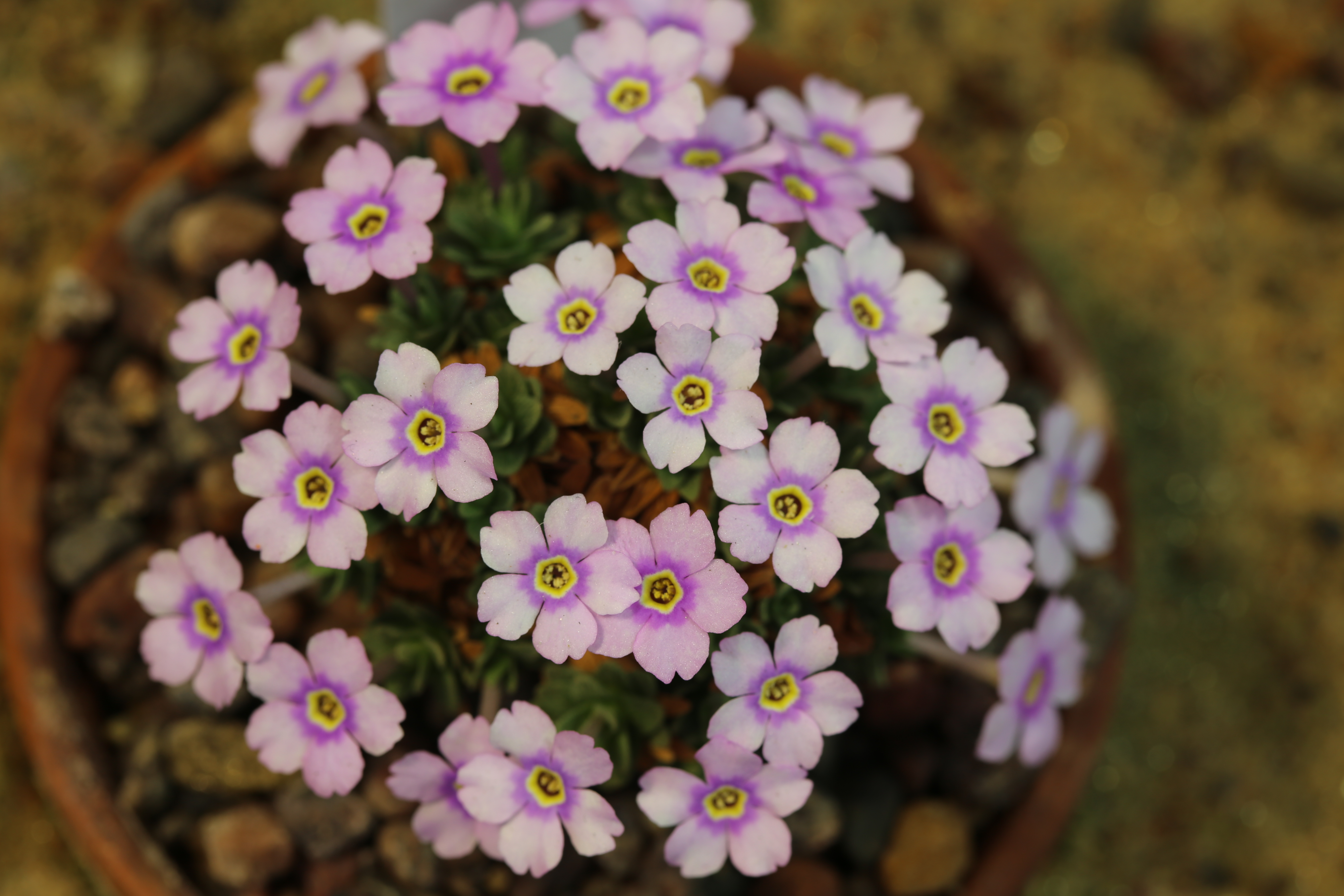
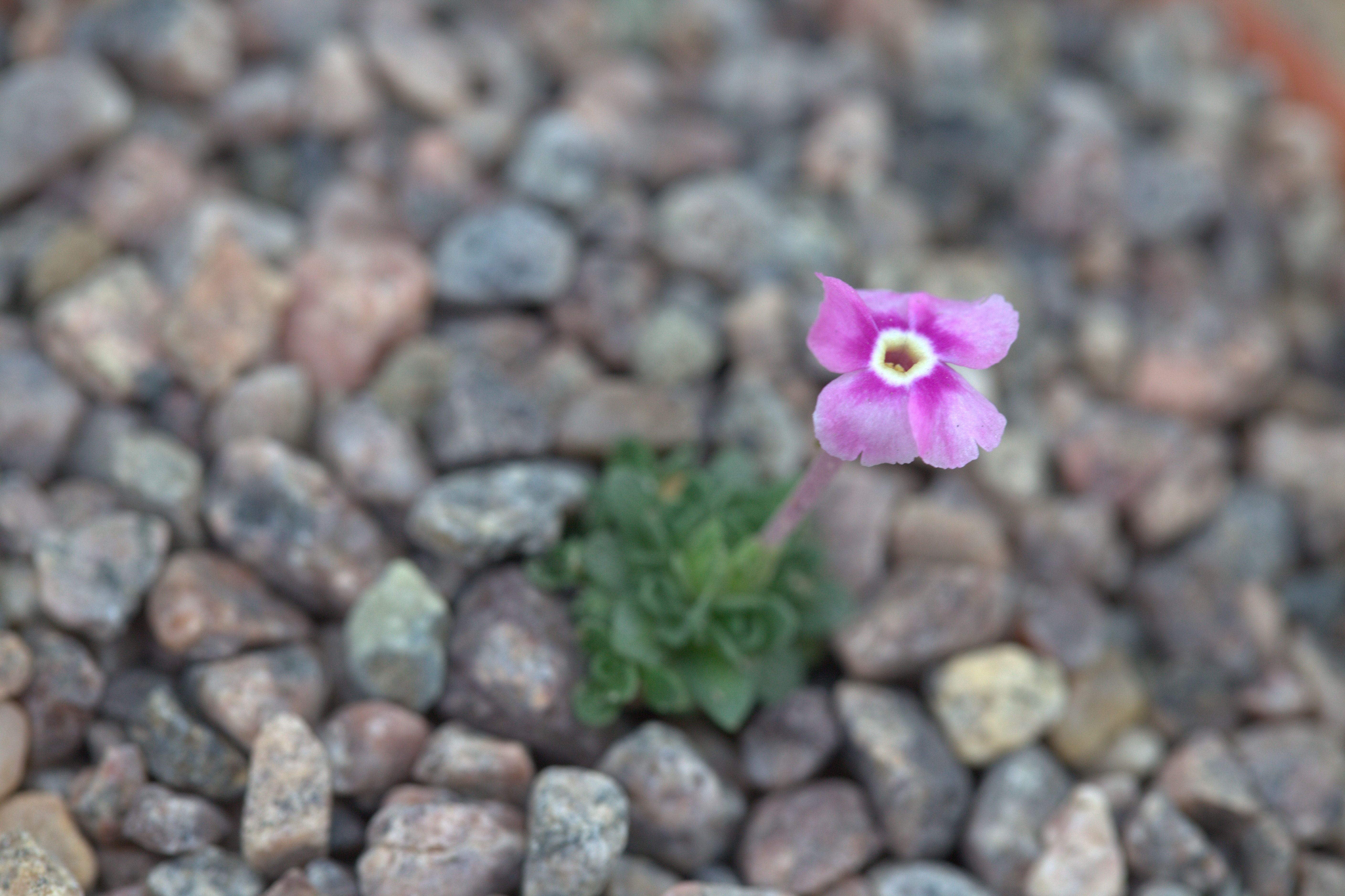